# Sören Schlegel

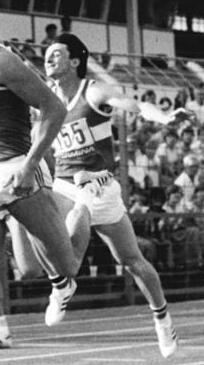
Sören Schlegel (1986)

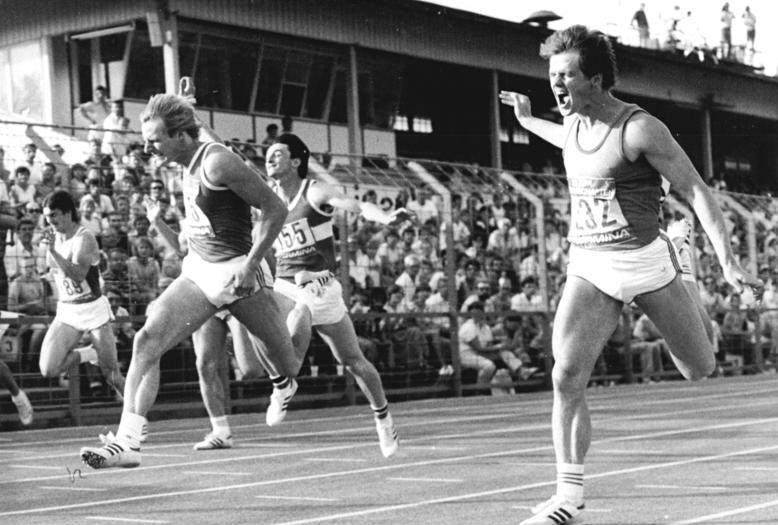
Im DDR-Leichtathletik-Meisterschaften 1986-100-Meter-Lauf sicherte sich Thomas Schröder (r.) den Titel vor Steffen Bringmann (vorn l.) und Sören Schlegel (Nr. 155).

Sören Schlegel (* 28. Dezember 1960 in Schlema, Kreis Aue, DDR) ist ein ehemaliger deutscher Sprinter, der für die DDR startete. Er ist der Sohn von Lothar Schlegel.
Bei den Olympischen Spielen 1980 in Moskau erreichte er über 100 Meter das Viertelfinale und kam mit der DDR-Mannschaft in der 4-mal-100-Meter-Staffel auf den fünften Platz. 1980 wurde er DDR-Vizemeister über 100 Meter. In der Halle wurde er 1980 Vizemeister über 100 Yards und 1981 DDR-Meister über 60 Meter und 100 Yards. Sören Schlegel startete für den SC Karl-Marx-Stadt.

## Persönliche Bestzeiten
- 50 m (Halle): 5,79 s, 2. Februar 1980, Grenoble
- 100 m: 10,20 s, 10. Mai 1980, Potsdam
- 200 m 21,03 s, 11. Mai 1980, Potsdam